# Iola (Illinois)
Iola es una villa ubicada en el condado de Clay en el estado estadounidense de Illinois. En el Censo de 2010 tenía una población de 141 habitantes y una densidad poblacional de 55,84 personas por km².

## Geografía
Iola se encuentra ubicada en las coordenadas 38°50′2″N 88°37′40″O / 38.83389, -88.62778. Según la Oficina del Censo de los Estados Unidos, Iola tiene una superficie total de 2.53 km², de la cual 2.53 km² corresponden a tierra firme y (0%) 0 km² es agua.

## Demografía
Según el censo de 2010, había 141 personas residiendo en Iola. La densidad de población era de 55,84 hab./km². De los 141 habitantes, Iola estaba compuesto por el 97.87% blancos, el 0% eran afroamericanos, el 0% eran amerindios, el 0% eran asiáticos, el 0% eran isleños del Pacífico, el 0% eran de otras razas y el 2.13% pertenecían a dos o más razas. Del total de la población el 2.13% eran hispanos o latinos de cualquier raza.